# Sevens Grand Prix Series 2012
El Sevens Grand Prix Series de 2012 fue la decimoprimera temporada del circuito de selecciones nacionales masculinas europeas de rugby 7.

## Calendario
| Torneo               | Ciudad | Fecha                    | Campeón    |
| -------------------- | ------ | ------------------------ | ---------- |
| Seven de Lyon 2012   | Lyon   | 2-3 de junio             | Inglaterra |
| Seven de Moscú 2012  | Moscú  | 30 de junio - 1 de julio | Inglaterra |
| Seven de Odense 2012 | Odense | 7-8 de julio             | Francia    |

## Tabla de posiciones
| Pos | País         | FRA | RUS | DEN | Puntos |
| --- | ------------ | --- | --- | --- | ------ |
| 1   | Inglaterra   | 20  | 20  | 10  | 50     |
| 2   | Portugal     | 18  | 12  | 8   | 48     |
| 3   | Francia      | 7   | 18  | 20  | 45     |
| 4   | España       | 15  | 14  | 14  | 43     |
| 5   | Gales        | 14  | 7   | 15  | 43     |
| 6   | Rusia        | 12  | 15  | 7   | 34     |
| 7   | Escocia      | 10  | 6   | 6   | 22     |
| 8   | Georgia      | 6   | 2   | 12  | 20     |
| 9   | Ucrania      | 1   | 10  | 1   | 12     |
| 10  | Italia       | 3   | 3   | 4   | 10     |
| 11  | Alemania     | 2   | 4   | 2   | 8      |
| 12  | Países Bajos | 4   | 1   | 3   | 8      |

| Bandera de Inglaterra |
| Campeón Inglaterra    |
| Primer título         |